# Мистастин
Мистастин — ударный кратер, который сформировался в результате падения метеорита 36,4 ± 4 млн лет назад.
Находится в Канаде в провинции Ньюфаундленд и Лабрадор.
Удар создал как предполагают кратер около 28 км в диаметре. Последующие геологические процессы деформировали кратер. В настоящее время в кратере находится озеро Мистатин с размерами около 16 км в поперечнике и максимальной глубиной в 338 метров.